# روابط شیلی و لسوتو
روابط شیلی و لسوتو به روابط دوجانبه میان شیلی و لسوتو اشاره دارد. این دو کشور دارای روابط رسمی در حوزه دیپلماسی هستند، هرچند سطح تعامل میان آن‌ها محدود است.

## تاریخچه

### قرن بیستم
روابط دیپلماتیک میان جمهوری شیلی و پادشاهی لسوتو به‌طور رسمی در تاریخ ۲۵ اوت ۱۹۹۸ برقرار شد. این روابط در چارچوب گسترش همکاری‌های بین‌المللی شیلی با کشورهای جنوب صحرای آفریقا شکل گرفت، که هدف آن تنوع‌بخشی به شرکای دیپلماتیک و توسعه روابط با کشورهای در حال توسعه در قاره آفریقا بود.
تا پیش از برقراری روابط رسمی، تماس‌ها میان دو کشور محدود و عمدتاً در مجامع بین‌المللی نظیر سازمان ملل متحد و جنبش عدم تعهد انجام می‌شد. پس از سال ۱۹۹۸، با وجود فقدان سفارت‌خانه‌های دائمی در پایتخت‌های یکدیگر، تماس‌های دیپلماتیک و همکاری‌های نمادین در زمینه‌های چندجانبه ادامه یافت.اگرچه سطح روابط دوجانبه در حال حاضر محدود و بیشتر رسمی است، اما دو کشور در زمینه‌هایی نظیر آموزش، حقوق بشر، سلامت عمومی و همکاری در نهادهای چندجانبه، مواضع مشترکی داشته و از پیشنهادهای یکدیگر حمایت کرده‌اند.

## نمایندگی‌های دیپلماتیک
شیلی در ماسرو، پایتخت لسوتو، سفارت یا کنسولگری مستقیمی ندارد. با این حال، امور دیپلماتیک و کنسولی مرتبط با لسوتو از طریق بخش کنسولی سفارت شیلی در پرتوریا، پایتخت آفریقای جنوبی، پیگیری می‌شود.
 لسوتو نیز هیچ‌گونه سفارت یا نمایندگی کنسولی در سانتیاگو، پایتخت شیلی، ندارد. طبق برخی منابع، امور مرتبط با لسوتو در شیلی ممکن است به صورت غیررسمی و در موارد خاص از طریق سفارت ایالات متحده آمریکا در سانتیاگو هماهنگ شود.